# 抄手游廊

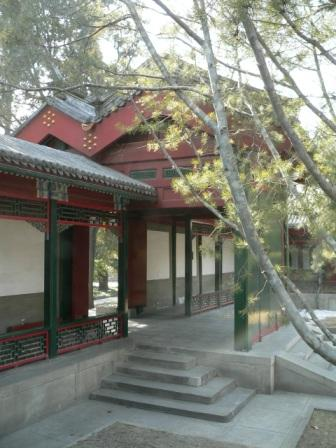
北京四合院垂花门两侧的抄手游廊

抄手游廊，又称超手游廊、抄手廊、抄手回廊，是回廊的一种，指左右环抱的走廊，因其如两手作抄手状，故名抄手游廊。
四合院的内宅常在垂花门两侧用抄手游廊连通厢房、正房，多为卷棚顶，柱间有坐等栏杆，可供人休息。抄手游廊和穿山游廊、檐廊一起构成四合院内宅的回廊。